# Vasilis Papageorgopoulos

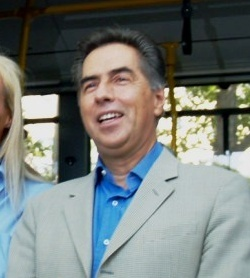
Vasilis Papageorgopoulos (2009)

Vasilis Papageorgopoulos (griechisch Βασίλης Παπαγεωργόπουλος, * 27. Juni 1947 in Thessaloniki) ist ein ehemaliger griechischer Sprinter und Politiker.

## Leben
1971 wurde er bei den Halleneuropameisterschaften in Sofia Fünfter über 60 Meter. Über 100 Meter gewann er bei den Europameisterschaften in Helsinki Bronze und bei den Mittelmeerspielen Gold.
Im Jahr darauf holte er bei den Halleneuropameisterschaften in Grenoble Bronze über 50 Meter und erreichte bei den Olympischen Spielen in München das Halbfinale über 100 Meter, bei dem er aber aufgrund einer zugezogenen Leistenverletzung aus dem Viertelfinale nicht startete.
Einem achten Platz über 60 Meter bei den Halleneuropameisterschaften 1974 in Göteborg folgte jeweils die Silbermedaille bei den Mittelmeerspielen 1975 über 100 Meter und bei den Halleneuropameisterschaften 1976 in München über 60 Meter. Bei den Olympischen Spielen 1976 in Montreal schied er über 100 Meter im Vorlauf aus.
Von 1981 bis 1998 war der studierte Zahnarzt für die Nea Dimokratia Abgeordneter im griechischen Parlament. Unter Konstantinos Mitsotakis war er von 1991 bis 1992 als stellvertretender Kulturminister zuständig für den Bereich Sport. Von 1999 bis 2010 war er Bürgermeister von Thessaloniki. Sein Nachfolger Giannis Boutaris warf ihm vor, die Finanzlage der Stadt bei der Amtsübergabe verschleiert zu haben.
2011 wurde er von einem Ausschuss vorgeladen, der die Veruntreuung von 51,4 Millionen Euro städtischer Gelder untersuchte. Im Februar 2013 wurde Papageorgopoulos mit zwei weiteren Mitangeklagten in erster Instanz zu lebenslanger Haft verurteilt, da er die Veruntreuung gebilligt habe. Er wies die Vorwürfe zurück und kündigte an, in Berufung zu gehen. Im Juli 2014 wurde die Hauptstrafe vom Berufungsgericht auf 12 Jahre reduziert. Im Juli 2015 wurde Papageorgopoulos wegen gesundheitlicher Probleme auf Bewährung entlassen, nachdem er 2 Jahre, 5 Monate und einen Tag abgesessen hatte. Im April 2019 wurde er wegen Geldwäsche unwiderruflich zu drei Jahren Haft verurteilt, da das Berufungsgericht die erstinstanzliche Strafe auf 8 Jahre Haft reduzierte.

## Persönliche Bestzeiten
- 50 m (Halle): 5,75 s, 11. März 1972, Grenoble
- 60 m (Halle): 6,4 s, 19. Januar 1972, Thessaloniki
- 100 m: 10,22 s, 4. August 1972, Izmir (handgestoppt: 10,0 s, 3. Juni 1972, Bratislava)